# Манаенков, Иосиф Петрович
Иосиф Петрович Манаенков (1896, село Павловка Воронежской губернии — расстрелян 31 марта 1938) — директор Днепровского металлургического завода имени Дзержинского Днепропетровской области. Кандидат в члены ЦК КП(б)У в июне 1937 — январе 1938 года. Член ВУЦИК и ЦИК СССР.

## Биография
Родился в апреле 1896 года. Образование начальное. Трудовую деятельность начал токарем на заводе в городе Юзовке на Донбассе. Работал в системе кооперации в Юзовке.
Член РСДРП (интернационалистов) в 1917—1919 годах. Участник Гражданской войны в России.
Член РКП(б) с 1920 года.
В 1924—1926 годах — директор Макеевского металлургического завода в Донбассе. В октябре 1926 — декабре 1927 года — заместитель директора Макеевского металлургического завода; на руководящих должностях на Днепропетровском металлургическом заводе имени Петровского.
В 1927—1931 годах — директор Государственного Днепровского металлургического завода имени Дзержинского в городе Каменское. В 1931 году находился в заграничной командировке на металлургических заводах США.
В 1932—1933 годах — слушатель Промышленной академии в Москве.
В 1933 — ноябре 1937 годах — директор Государственного Днепровского металлургического завода имени Дзержинского в городе Каменское (Днепродзержинске) Днепропетровской области. Член Совета Народного комиссариата тяжелой промышленности СССР.
23 ноября 1937 арестован органами НКВД. 31 марта 1938 приговорен к расстрелу, расстрелян. Посмертно реабилитирован 25 февраля 1956.

## Награды
- орден Ленина (23.03.1935)